# Saaya Irie
Saaya Irie (入江紗綾?, Irie Sāya; Kitakyūshū, 15 novembre 1993) è una modella, attrice, doppiatrice, cantante e idol giapponese.

## Biografia
Saaya è un'attrice giapponese, doppiatrice, Junior Idol e cantante.
Saaya debuttò a 11 anni come gravure idol e fu pubblicamente contestata una sua foto che la ritraeva in bikini, visto la grandezza del suo seno per la sua età.
Durante la sua infanzia ha emulato Yoshika, una modella di Kitakyūshū ma ha guadagnato la fama per le sue foto glamour come Idol Under 15. Le sue immagini in bikini sono appena state ampiamente distribuite su Internet.
Faceva parte del gruppo musicale giapponese Sweet Kiss, che si è sciolto il 12 maggio 2006 per far posto al gruppo Chase.
È recentemente apparsa in numerosi film, canali radio e programmi televisivi giapponesi.

## Vita privata
Dopo aver debuttato come Gravure Idol, Saaya viveva ancora nella prefettura di Fukuoka, dove ha frequentato la scuola elementare e la scuola media, ma si è trasferita a Tokyo quando ha compiuto 16 anni.

## Carriera

### Programmi TV
- Kyuyo Meisai
- Gekito! Idol Yokibou (2006)
- Government Crime Investigation Agent Zaizen Jotaro
- Jigoku Shōjo (serie televisiva) (2006)
- Manga-Kissa Toshi-Densetsu Noroi no Manna san
- Ghost Friends (2009)

### Programmi Radio
- Gekito! Idol Yokibou (2006)

### Film
- God's Left Hand, Devil's Right Hand (2006).
- Shibuya Kaidan (2006).
- Kani Goalkeeper (2006)
- Kuchisake Onna  (2007)
- Pussy Soup or Neko Râmen Taish (2008)